# SZÖG-ART Művészeti Egyesület
SZÖG-ART Művészeti Egyesület 1991-ben alakult Szegeden. Alapító tagjai a Szegeden élő vagy a városhoz szorosan kapcsolódó képzőművészek. Az Egyesület célja a műhelymunka, kiállítások szervezése, a pályakezdő művészek támogatása, művésztelepek szervezése, vezetése. A művésztelepek közül legjelentősebb a PLEIN AIR Művésztelep, amely ma is működik nyaranként Csongrádon, s itt már megfordultak több nemzet művészei.

## Alapító tagok
- Aranyi Sándor festőművész (elnök)
- †Fischer Ernő festőművész
- †Lázár Pál festőművész
- †Novák András festőművész
- Pataki Ferenc festőművész
- Sinkó János festőművész
- Zombori László festő művész
- Eszik Alajos grafikus
- Kovács Keve üvegtervező-grafikus
- Farkas Pál szobrászművész
- Fritz Mihály szobrászművész
- Kalmár Márton szobrászművész
- Lapis András szobrászművész
- Szathmáry Gyöngyi Munkácsy-díjas szobrászművész

## További tagok
- Bíró Ildikó grafikusművész
- Brózka Marek szobrászművész
- Darázs József festőművész
- Felházi Ágnes festőművész
- Gál Lehel festőművész
- Halla Tibor festőművész
- Henn László András (2003-2013)
- Laczkó Andrea festőművész
- Lóránt János Demeter festőművész, Munkácsy-díjas festőművész, Érdemes művész
- Marosi Kata festőművész
- Molnár Sándor képzőművész, vezetőségi tag
- Popovics Lőrinc szobrászművész
- Sejben Lajos festőművész
- Serényi H. Zsigmond festőművész
- Sinkó János festőművész (titkár)
- Szabó Tamás szobrászművész
- Székó Gábor szobrászművész
- Zombori László festőművész
- Volker Beyer képzőművész

†DEÁK ZOLTÁN képzőművész
†DÉR ISTVÁN festőművész
†FISCHER ERNŐ festőművész
†LÁZÁR PÁL festőművész
†KASS JÁNOS Kossuth-díjas grafikusművész
†NOVÁK ANDRÁS festőművész

## Az Egyesület kiállításaiból
- 1992 • Móra Ferenc Múzeum, Szeged • Plein Air, Darmstadt (Németország);
- 1993 • Kálvária Galéria, Szeged • Helios Galéria, Temesvár (Románia) • Művészet; határok nélkül..., Krakkó • Rathaus, Aidlingen (Németország);
- 1994 • Képtár, Szeged • Berlitz Galéria, Stuttgart • Kulturális és Információs; Központ, Heilbronn (D), Bánáti Szalon, Temesvár;
- 1998 • Városi Múzeum, Freiberg (Németország);
- 1999 • Magyar Intézet, Párizs;
- 2000 • Vajda Lajos Stúdió Galéria, Szentendre;
- 2007 • Városi Galéria, Kalocsa, a kiállítást megnyitotta Szuromi Pál[1]
- 2008 • SZÖG-ART és barátai, Pécsi Galéria[2]
- 2010 • Művésztelepi Galéria, Szentendre.
- 2014 • Szeged–Szög-Art kiállítás Budapesten (ART IX-XI Galéria, Bartók Béla út 1.)[3]